# Himmerland Rundt
Die Himmerlandt Rundt, offiziell GP Himmerland Rundt, ist ein dänisches Straßenradrennen. Das Eintagesrennen findet in der Region Himmerlandt statt. Es startet und endet in Aars und hat eine Länge von etwa 190 km.
Im Jahr 2011 wurde das Radrennen erstmals ausgetragen. Seitdem ist das Rennen Teil der UCI Europe Tour und dort in der Kategorie 1.2 eingestuft.

## Sieger
| Jahr | Sieger              | Zweiter                | Dritter              |          |
| ---- | ------------------- | ---------------------- | -------------------- | -------- |
| 2011 | Michael Reihs       | Rasmus Guldhammer      | Søren Pugdahl        |          |
| 2012 | André Steensen      | Nikola Aistrup         | Angelo Furlan        |          |
| 2013 | Yoeri Havik         | Kristian Dyrnes        | Magnus Cort Nielsen  |          |
| 2014 | Magnus Cort Nielsen | Rasmus Guldhammer      | Søren Kragh Andersen |          |
| 2015 | Wim Stroetinga      | Asbjørn Kragh Andersen | Johim Ariesen        |          |
| 2016 | Jonas Gregaard      | Dion Beukeboom         | Krister Hagen        |          |
| 2017 | Nicolai Brøchner    | Audun Fløtten          | Nicklas Pedersen     |          |
| 2018 | André Looij         | Emil Vinjebo           | Nicklas Pedersen     |          |
| 2019 | Niklas Larsen       | Nicolai Brøchner       | Bas van der Kooij    |          |
| 2020 | abgesagt            | abgesagt               | abgesagt             | abgesagt |
| 2021 | Mathias Larsen      | Nils Lau Nyborg Broge  | Rasmus Bøgh Wallin   |          |
| 2022 | abgesagt            | abgesagt               | abgesagt             | abgesagt |